# Barkudia
Barkudia – rodzaj jaszczurek z podrodziny Scincinae w rodzinie scynkowatych (Scincidae).

## Zasięg występowania
Rodzaj obejmuje gatunki występujące w Indiach.  

## Systematyka

### Etymologia
Barkudia: wyspa Barkuda, jezioro Ćilka, Orisa, Indie.

### Podział systematyczny
Do rodzaju należą następujące gatunki:
- Barkudia insularis
- Barkudia melanosticta